# Pomponi Porfirió
Pomponi Porfirió (en llatí Pomponius Porphyrio) va ser un escriptor i gramàtic romà, el més important dels comentaristes d'Horaci. Va anotar, va fer comentaris gramaticals, crítics o explicatius sobre les Sàtires, els Epodes, les Carmina, les Epístoles i el Cant Secular. Les seves anotacions han patit severament de les interpolacions i alteracions dels copistes de l'edat mitjana fins al punt que és difícil sinó impossible separar l'escrit original del resultant.
No es coneix l'època en què va viure, i només es pot dir que va ser posterior a Fest i a Acró, el primer segons Carisi, i el segon perquè és mencionat pel mateix Porfirió en la seva obra.